# Primorsko-Achtarsk
Primorsko-Achtarsk (rusky Приморско-Ахтарск) je město v Krasnodarském kraji v Ruské federaci. Při sčítání lidu v roce 2010 měl přes dvaatřicet tisíc obyvatel.

## Poloha a doprava
Primorsko-Achtarsk leží na východním pobřeží Azovského moře. Od Krasnodaru, správního střediska kraje, je vzdálen přibližně 150 kilometrů severozápadně.
Ve městě končí železniční trať vedoucí z Krasnodaru přes Timašovsk.

## Dějiny
Během rusko-turecké války probíhající v letech 1768–1774 dobyli Rusové v roce 1774 zdejší tureckou pevnost Achtar-Bachtar, která byla založena na místě staršího osídlení po ztrátě Azova v roce 1696. V roce 1778 zde ruská armáda vybudovala redutu zvanou Achtarskij redut.
Po ztrátě vojenského významu zde byla od roku 1829 kozácká vesnice Achtarskij. Ta byla v roce 1900 povýšena na stanici pojmenovanou Primorsko-Achtarskaja.
V roce 1949 byla stanice povýšena na město s jménem Primorsko-Achtarsk.

### Rodáci
- Grigorij Jakovlevič Bachčivandži (1909–1943), testovací pilot